# Grönhuvad solfågel
Grönhuvad solfågel (Cyanomitra verticalis) är en fågel i familjen solfåglar inom ordningen tättingar.

## Utseende och läte
Grönhuvad solfågel är en medelstor solfågel. Hanen är gnistrande grön på huvud och bröst, hos honan begränsat till en "hjälm". I visst ljus kan det gröna verka blått. De gula fjäderdunen vid skuldrorna hålls ofta gömda. Arten liknar blåstrupig solfågel, men är ljusare med ett större gnistrande område som är mer grönt än blått. Bland lätena hörs jamande och grälande ljud. Sången inleds med tvekande toner men övergår sedan i en lång drill.

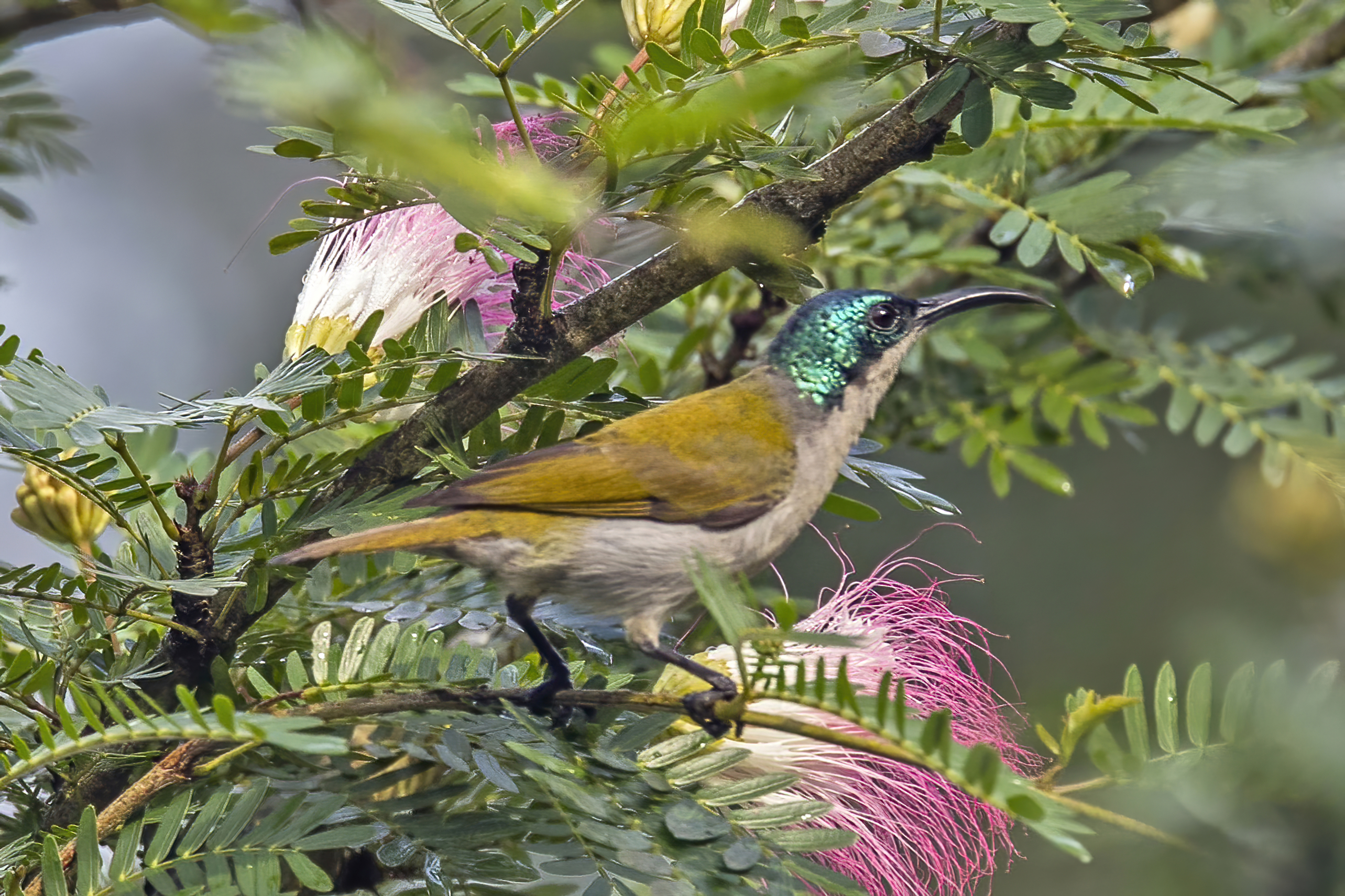
Hona.

## Utbredning och systematik
Grönhuvad solfågel delas upp i fyra underarter i två grupper med följande utbredning:
- verticalis –gruppen
  - Cyanomitra verticalis verticalis – Senegal till Kamerun
  - Cyanomitra verticalis viridisplendens – västra och södra Sydsudan och östra Demokratiska republiken Kongo till centrala Kenya och vidare söderut till nordöstra Zambia och norra Malawi
- cyanocephala-gruppen
  - Cyanomitra verticalis bohndorffi – södra Kamerun till Centralafrikanska republiken, norra Angola och södra Demokratiska republiken Kongo
  - Cyanomitra verticalis cyanocephala – kustnära Ekvatorialguinea och Gabon till Kongoflodens mynning

## Levnadssätt
Grönhuvad solfågel hittas på låg till medelhög höjd i lummigt skoglandskap, trädgårdar och skog. Den ses ofta i par och ibland i artblandade flockar.

## Status och hot
Arten har ett stort utbredningsområde och en stor population med stabil utveckling och tros inte vara utsatt för något substantiellt hot. Utifrån dessa kriterier kategoriserar internationella naturvårdsunionen IUCN arten som livskraftig (LC). Världspopulationen har inte uppskattats men den beskrivs som vanlig.